# .hack//AI buster 2
.hack//AI buster 2 est un roman japonais de Tatsuya Hamazaki sorti le 1er juin 2005. Il contient cinq histoires courtes qui se passent à différents moments dans l'univers .hack.